# Milton Ager
Pour les articles homonymes, voir Ager.
Milton Ager (né le 6 octobre 1893 à Chicago (Illinois) et décédé le 6 mai 1979 à Los Angeles) est un compositeur américain. Il est l'époux de la rédactrice Cecelia Ager et le père de Shana Alexander, également rédactrice.

## Biographie
Il est le sixième enfant d'une fratrie de neuf. Il étudie le piano en autodidacte et commence une carrière de musicien. Il accompagne au piano des films muets et déménage à New York pour écrire de la musique. Pendant la Seconde Guerre mondiale, il sert en tant qu'officier de morale (morale officer, en anglais). 
Ager est un éditeur de musique en collaboration avec le parolier Jack Yellen. Il déménage à Hollywood où il gagne sa vie en écrivant des chansons. Il est enterré au Westwood Village Memorial Park Cemetery de Los Angeles et est inscrit au Songwriters Hall of Fame.

## Œuvres

### Chansons
- Rockaway Hunt Fox Trot, 1915
- Erin Is Calling, 1916
- Tom, Dick and Harry and Jack, 1917
- Everything is Peaches Down in Georgia, 1918
- France We Have Not Forgotten You, 1918
- Anything is Nice, 1919
- Freckles, 1919
- There's a Lot of Blue-Eyed Marys Down in Maryland, 1919
- A Young Man's Fancy, 1920
- I'm Nobody's Baby, 1920 : Son premier grand succès.
- Lovin' Sam, 1920
- Who Cares?, 1920
- Stay Away From Louisville Lou, 1923
- Hard Hearted Hannah (The Vamp Of Savannah), 1924
- I Wonder What's Become of Sally, 1924
- Big Bad Bill (Is Sweet William Now), 1924
- I Certainly Could, 1926
- Hard-To-Get Gertie, 1926
- Ain't She Sweet, 1927
- Vo-Do-De-O, 1927
- I Still Love You, 1928
- If You Don't Love Me, 1928
- Oh Baby, 1928
- Glad Rag Doll, 1928
- Happy Days Are Here Again, 1929
- I May Be Wrong, 1929
- Some Day We'll Meet Again, 1932

Il compose également pour Broadway :
- What's in a Name?, 1920
- Rain or Shine, 1928
- Murray Anderson's Almanac, 1929